# Ideální společnost
Ideální společnost (v anglickém originále Paradise; v původním českém překladu Ráj) je v pořadí patnáctá epizoda druhé sezóny seriálu Star Trek: Stanice Deep Space Nine.

## Příběh
Při pátrání v runaboutu po vhodných planetách pro kolonizaci objevují Benjamin Sisko a Miles O'Brien jednu vhodnou v soustavě Orellius Minor, ale na ní už překvapivě malá kolonie existuje. Navíc po transportu na povrch přestanou fungovat všechny přístroje a dvojice se tak nemůže dostat pryč. Obyvateli kolonie je posádka lodi Santa Maria, která zde ztroskotala zhruba před deseti lety a také údajně nemůže pryč. Hlava osady Alixus se snaží udržet komunitu jednotnou a přimět k poslušnosti i Siska a O'Briena, takže jim zakazuje pátrání po možnostech, jak se odsud dostat. A to i přes to, že by léky z runaboutu Rio Grande mohly vyléčit osadnici Meg. O'Brien a hlavně Sisko odmítají poslušnost, což vede ke snahám Alixus zlomit jejich odpor. Nakonec je O'Brien přistižen při snaze překonat tlumící pole, ale jako odstrašující případ je potrestán Sisko jako jeho nadřízený uvězněním v kovové bedně. Alixus nutí Siska vzdát se uniformy Hvězdné flotily a dát tak najevo příslušnost ke komunitě. Pro Siska má uniforma stejný význam jako pro Alixus, a tak se raději vrací do svého vězení.
Dálkové senzory na stanici zaznamenají prázdný runabout letící warpovou rychlostí ke hvězdě. Raketoplán zachytí Kira a Jadzia a vysledují místo, ze kterého odstartoval. Mezitím O'Brien nalezne zařízení, které uměle vytváří ono tlumící pole, které znemožňuje správnou funkci přístrojů. Po jeho vypnutí se ho pokusí zastřelit Vinod, syn Alixus, ale O'Brien jej zajme. Zpátky v osadě sestřelí phaserem zámek na Siskově vězení a vysvětlí kolonistům celou situaci, že tu loď ztroskotala úmyslně, čímž si Alixus vytvořila pro sebe ideální společnost, ze které jim celou dobu bránila v odchodu. Alixus je zatčena za zabití Meg, ale osadníci se rozhodnou zůstat na planetě.